# رأس المال البشري
رأس المال البشري  Human Capital هو مصطلح أنشأه غاري بيكر، هو خبير اقتصادي من جامعة شيكاغو، ويعقوب مينسر الذي يشير إلى مخزون المعرفة والعادات والسمات الاجتماعية والشخصية، بما في ذلك الإبداع، المتمثل في القدرة على أداء العمل لإنتاج قيمة اقتصادية.
رأس المال البشري البديل هو مجموعة من السمات - كل المعرفة والمواهب والمهارات والقدرات والخبرات والاستخبارات والتدريب والحكم، والحكمة التي يمتلكها بشكل فردي وجماعي الأفراد في عدد من السكان.هذه الموارد هي القدرة الكلية للشعب الذي يمثل شكلا من أشكال الثروة التي يمكن توجيهها لتحقيق أهداف الأمة أو الدولة أو جزء من تلك الأهداف.
هي وجهة نظر اقتصادية إجمالية عن الإنسان الذي يتصرف داخل الاقتصادات، وهو محاولة للاعتراف بالتعقيد الاجتماعي والبيولوجي والثقافي والنفسي أثناء تفاعلها في معاملات صريحة أو اقتصادية.تربط العديد من النظريات بوضوح الاستثمار في تنمية رأس المال البشري إلى التعليم، ودور رأس المال البشري في التنمية الاقتصادية، ونمو الإنتاجية، والابتكار وكثيرا ما استشهد كمبرر للدعم الحكومي للتعليم والتدريب على مهارات العمل.
كان «رأس المال البشري» ولا يزال يتعرض لانتقادات بطرق عديدة. يقدم مايكل سبينس نظرية التأشير كبديل لرأس المال البشري. يقدم بيير بورديو بديلا مفهوميا دقيقا لرأس المال البشري الذي يتضمن رأس المال الثقافي ورأس المال الاجتماعي ورأس المال الاقتصادي ورأس المال الرمزي. تشير هذه الانتقادات، وغيرها من المناقشات، إلى أن «رأس المال البشري» هو مفهوم جديد دون قوة تفسيرية كافية.
يفترض في النظريات الاقتصادية المبكرة، التي تعكس السياق، أي أن القطاع الثانوي للاقتصاد كان ينتج أكثر بكثير مما كان القطاع الثالث قادرا على إنتاجه في ذلك الوقت في معظم البلدان - ليكون موردا قابلا للاستخدام، متجانسا، وقابلا للتبادل بسهولة، وأشير إليها على أنها مجرد قوة عاملة أو عمالة، وهي واحدة من ثلاثة عوامل للإنتاج (والأخرى هي الأرض، والأصول المفترضة القابلة للتبادل من المال والمعدات المادية).مثلما أصبحت الأراضي معترف بها بوصفها رأس مال طبيعي وأصلا في حد ذاته، فإن عوامل الإنتاج البشرية قد أثيرت من هذا التحليل الميكانيكي البسيط إلى رأس المال البشري. في التحليل المالي التقني الحديث، يشير مصطلح «النمو المتوازن» إلى هدف النمو المتساوي لكل من القدرات البشرية الكلية والأصول المادية التي تنتج السلع والخدمات.
 بدأ الافتراض بأن العمالة أو القوى العاملة يمكن أن تصاغ بسهولة في مجملها في الخمسينيات عندما كان القطاع الثالث، الذي طالب بالإبداع، وبدأ في إنتاج أكثر من القطاع الثانوي، كان ينتج في ذلك الوقت في أكثر البلدان نموا في العالم.

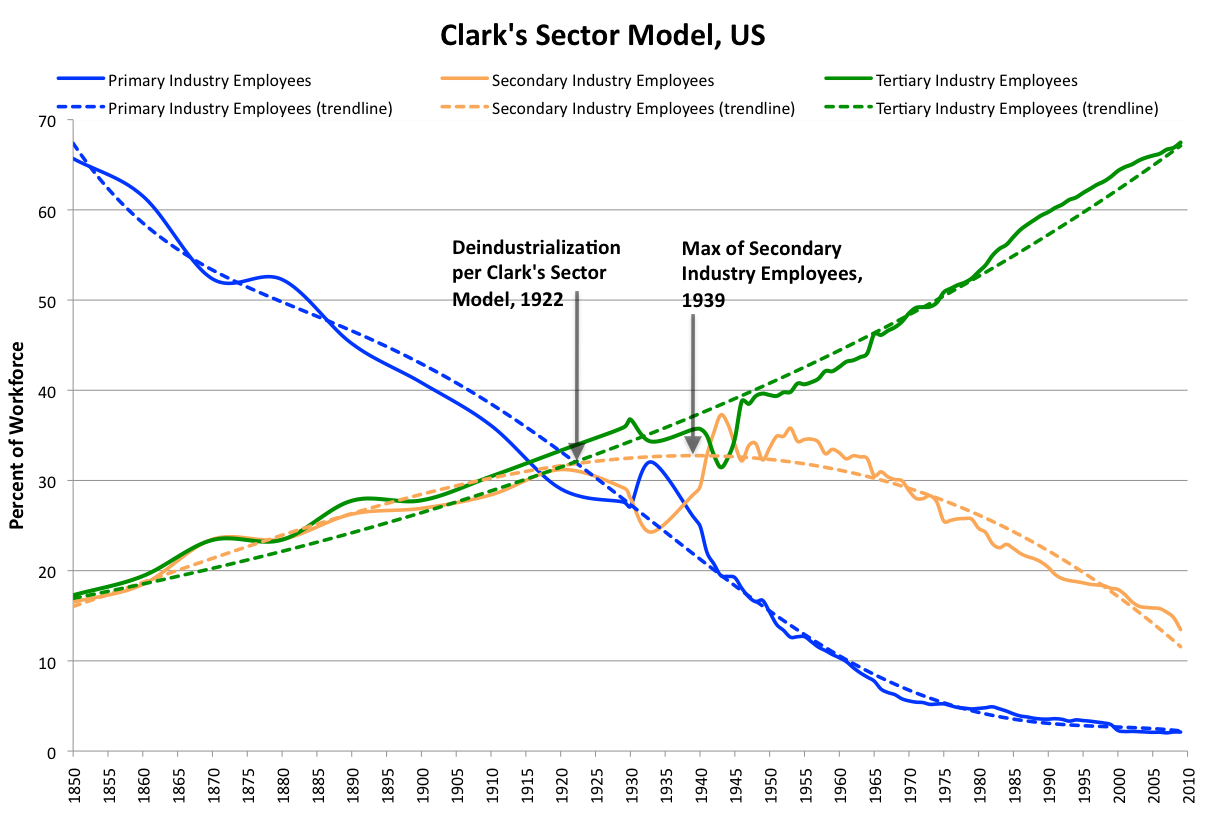
نموذج كلارك لقطاع الاقتصاد الأمريكي منذ 1850- إلى2009

بناء على ذلك، قدم اهتمام أكبر للعوامل التي أدت إلى النجاح ضد الفشل حيث كانت الإدارة البشرية مهمة.  تم استكشاف دور القيادة والمواهب وحتى الخبرة.
اليوم، معظم النظريات تحاول تقسيم رأس المال البشري إلى واحد أو أكثر من مكونات التحليل وعادة ما تسمى ب«غير الملموسات». الأكثر شيوعا هو أن رأس المال الاجتماعي، مجموع الروابط الاجتماعية والعلاقات، قد تم الاعتراف به، بالإضافة إلى العديد من المرادفات مثل حسن النية أو قيمة العلامة التجارية أو التماسك الاجتماعي أو المرونة الاجتماعية والمفاهيم ذات الصلة مثل الخبرة أو الشهرة، كما تختلف عن المواهب التي فقدت تطور الفرد (مثل الرياضة الفريدة) التي لا يمكن نقلها للآخرين بغض النظر عن الجهد، والجوانب التي يمكن نقلها أو تدريسها: رأس المال التعليمي. أقل شيوعا، بعض التحليلات تخلط بين تعليمات جيدة للصحة مع الصحة نفسها، أو عادات إدارة المعرفة الجيدة أو النظم مع التعليمات التي تقوم بالتجميع والإدارة، أو «رأس المال الفكري» للفرق  انعكاسا لقدراتهم الاجتماعية والتعليمية، مع بعض الافتراضات حول تفردهم في السياق الذي يعملون فيه. عموما، تعترف هذه التحليلات بأن الهيئات الفردية المدربة، والأفكار أو المهارات القابلة للتدريس، والنفوذ الاجتماعي أو قوة الإقناع، مختلفة.
كثيرا ما تتعلق المحاسبة الإدارية بمسائل كيفية تصميم البشر كأصول رأسمالية. مع ذلك فإنه يتم تقسيمه أو تعريفه، ويعتبر رأس المال البشري ذا أهمية حيوية لنجاح المنظمة) كروك إت آل. 2011 (زيادة رأس المال البشري من خلال التعليم والخبرة. رأس المال البشري هو أيضا مهم لنجاح المدن والمناطق: بحثت  دراسة في عام 2012 عن كيفية إنتاج الشهادات الجامعية وأنشطة البحث والتطوير للمؤسسات التعليمية برأس المال البشري للمناطق الحضرية التي تقع فيها.
في عام 2010، شجعت منظمة التعاون وتنمية الميدان الاقتصادي حكومات الاقتصادات المتقدمة على تبني سياسات لزيادة الابتكار والمعرفة في المنتجات والخدمات كطريق اقتصادي لتحقيق الازدهار المستمر. كثيرا ما تعالج السياسات الدولية أيضا مسألة هروب رأس المال البشري، وهو فقدان الأشخاص الموهوبين أو المدربين من بلد استثمروا فيهم، إلى بلد آخر يستفيد من وصولهم دون الاستثمار فيهم.
ركزت دراسات البطالة الهيكلية بشكل متزايد على عدم التطابق بين رصيد رأس المال البشري الخاص بالوظائف واحتياجات أصحاب العمل. بعبارة أخرى، هناك اعتراف متزايد بأن رأس المال البشري قد يكون محددا لوظائف أو مهام معينة وليس عاما ويمكن نقله بسهولة. حاولت الأعمال الأخيرة تحسين الروابط بين التعليم واحتياجات سوق العمل من خلال ربط بيانات سوق العمل بأسعار تسعير القروض التعليمية.

## خلفية
عرف آدم سميث أربعة أنواع من رأس المال الثابت (الذي يتميز بأنه يوفر عائدات أو أرباح دون تداول أو تغيير الأساسيات). وكانت الأنواع الأربعة هي:
1. آلات مفيدة، وأدوات التجارة.
2. المباني كوسيلة للحصول على الإيرادات.
3. تحسين الأراضي.
4. القدرات المكتسبة والمفيدة لجميع السكان أو أعضاء المجتمع.

عرف سميث رأس المال البشري على النحو التالي:
"رابعا، من القدرات المكتسبة والمفيدة لجميع سكان أو أعضاء المجتمع. الحصول على مثل هذه المواهب، من خلال إعالة الطالب خلال تعليمه أو دراسته، أو التلمذة الصناعية، يكلف دائما نفقات حقيقية، وهو رأس مال ثابت ومتحقق، كما كان، في شخصه. تلك المواهب، لأنها تشكل جزءا من ثروته، وكذلك أنها أيضا من المجتمع الذي ينتمي إليه. يمكن النظر إلى البراعة المحسوبة لرجل العمل في نفس ضوء الآلة أو أداة التجارة التي تسهل وتختزل العمل، والتي، على الرغم من أنها تكلف نفقات معينة، تسدد هذه المصروفات مع الربح.
لذلك، قال سميث، القوة الإنتاجية للعمل تعتمد على تقسيم العمل:
يبدو أن أكبر قدر من التحسن في القوى المنتجة للعمل، والجزء الأكبر من المهارة والبراعة والحكم الذي يكون فيه أي مكان موجه أو مطبق، هو آثار تقسيم العمل.
هناك علاقة معقدة بين تقسيم العمل ورأس المال البشري.

## في الاقتصاد
في الاقتصاد، رأس المال البشري هو إمكانات الأداء للسكان (القدرة على العمل) ممثلة بالعاملين  المدربين والمؤهلين. يبدأ تراكم رأس المال البشري بالتعليم قبل المدرسي ، ثم من خلال التدريب داخل الشركة وينتهي بالتعلم بالممارسة. وعلى الرغم من أن رأس المال البشري أقل قابلية للقياس الكمي، إلا أنه يمكن مقارنته برأس المال الحقيقي بعدة طرق. كلاهما يزيد من قدرة الاقتصاد على إنتاج السلع والخدمات وكلاهما يمثل عامل إنتاج منتج.
تفترض نظرية النمو الداخلي أن هناك عامل إنتاج واحد فقط له محتوى مفاهيمي أكثر شمولاً: وهو رأس المال. ويجب أن يُفهم ماديًا على شكل رأس مال نقدي أو أصول رأسمالية وكرأس مال بشري، والذي يؤثر على رأس المال النقدي (على سبيل المثال من خلال التعلم بالممارسة بغرض تحسين الانتاج لزيادة العائد) ولا يمكن أن يصبح العائد الحدي صفرًا مع زيادة الاستخدام؛ وهذا يمكن أن يخلق تأثيرات نمو دائمة. يتطلب تحسين منتج ما استخدام رأس المال البشري.

## الدراسة
يقال إن آرثر لويس  بدأ مجال اقتصاديات التنمية وبالتالي فكرة رأس المال البشري عندما كتب في عام 1954 «التنمية الاقتصادية مع إمدادات غير محدودة من العمل». لم يستخدم مصطلح «رأس المال البشري» بسبب آثاره السلبية حتى تم مناقشته لأول مرة بواسطة آرثر سيسيل بيغو:
"هناك ما يشبه الاستثمار في رأس المال البشري وكذلك الاستثمار في رأس المال المادي، فبمجرد الاعتراف بذلك، يصبح التمييز بين الاقتصاد في الاستهلاك والاقتصاد في الاستثمار غير واضح، وبالنسبة إلى حد ما، فإن الاستهلاك هو الاستثمار في مجال ما والقدرة الإنتاجية الشخصية، وهذا أمر مهم خصوصا فيما يتعلق بالأطفال: للحد من النفقات الكثيرة من أجل استهلاكها قد يقلل كثيرا من كفاءتها في فترة ما بعد الحياة، وحتى بالنسبة للبالغين، بعد أن نزلنا مسافة معينة على طول نطاق الثروة، حتى يتسنى لنا  خارج منطقة الكماليات و "غير الضرورية" وسائل الراحة، والتحقق من الاستهلاك الشخصي هو أيضا اختيار للاستثمار.
يعود استخدام المصطلح في الأدب الاقتصادي الحديث الكلاسيكي الجديد إلى مقال يعقوب مينسر بعنوان «الاستثمار في رأس المال البشري وتوزيع الدخل الشخصي» في مجلة الاقتصاد السياسي في عام 1958. ثم ثيودور شولتز الذي ساهم أيضا في تطوير الموضوع. التطبيق الأكثر شهرة لفكرة «رأس المال البشري» في الاقتصاد كان على يد غاري بيكر من «مدرسة شيكاغو» للاقتصاد. كتاب بيكر بعنوان رأس المال البشري، الذي نشر في عام 1964، أصبح مرجعا معياريا لسنوات عديدة. وفي هذا الرأي، يشبه رأس المال البشري «الوسائل المادية للإنتاج»، مثل المصانع والآلات: يمكن للمرء أن يستثمر في رأس المال البشري (عن طريق التعليم والتدريب والعلاج الطبي) وتعتمد مخرجات المرء جزئيا على معدل العائد على الإنسان رأس المال الذي يملكه. من ثم، فإن رأس المال البشري هو وسيلة للإنتاج، حيث يؤدي الاستثمار الإضافي إلى إنتاج إضافي. رأس المال البشري هو بديل، ولكن لا يمكن نقله مثل الأرض أو العمل أو رأس المال الثابت.
 ترى بعض نظريات النمو المعاصر رأس المال البشري عاملا مهما للنمو الاقتصادي. تبين البحوث الأخرى أهمية التعليم من أجل الرفاهية الاقتصادية للناس.

## الكفاءة ورأس المال
يتم شرح المصطلح وتبريره من خلال الخصائص الفريدة للكفاءة (غالبا ما تستخدم المعرفة فقط). خلافا للعمل البدني (وعوامل الإنتاج الأخرى)، فإن الكفاءة هي:
قابلية التوسع وتوليد الذات مع استخدام: كما يحصل الأطباء على المزيد من الخبرة، فإن كفائتهم تزداد، وكذلك  رأس المال البشري الخاص بهم. يتم استبدال اقتصاديات الندرة باقتصاديات الجيل الذاتي..
يمكن نقلها ومشاركتها: الكفاءة، لا سيما المعرفة، وتقاسمها. هذا النقل لا يمنع استخدامه من قبل صاحبه الأصلي. مع ذلك، فإن نقل المعرفة قد يقلل من قلة ندرته إلى الحائز الأصلي..
الكفاءة، القدرة، المهارات أو المعرفة؟ وكثيرا ما يستخدم مصطلح «المعرفة». «الكفاءة» أوسع وتشمل القدرة المعرفية («الذكاء») ومزيد من القدرات مثل القدرات الحركية والفنية. تتوقف «المهارة»، على القدرة في مجال معين. المصطلحات الأوسع «الكفاءة» و «القدرة» قابلة للتبادل.
إن المساواة في المعرفة (= رأس المال المعرفي - مسؤولية المعرفة) بالإضافة إلى الإنصاف العاطفي (= رأس المال العاطفي - المسؤولية العاطفية) يساوي الشهرة أو القيمة غير المادية / غير الملموسة للشركة.
القيمة غير الملموسة للشركة (الشهرة) بالإضافة إلى (المادة)تساوي القيمة الإجمالية للشركة.

## التحليل الماركسي

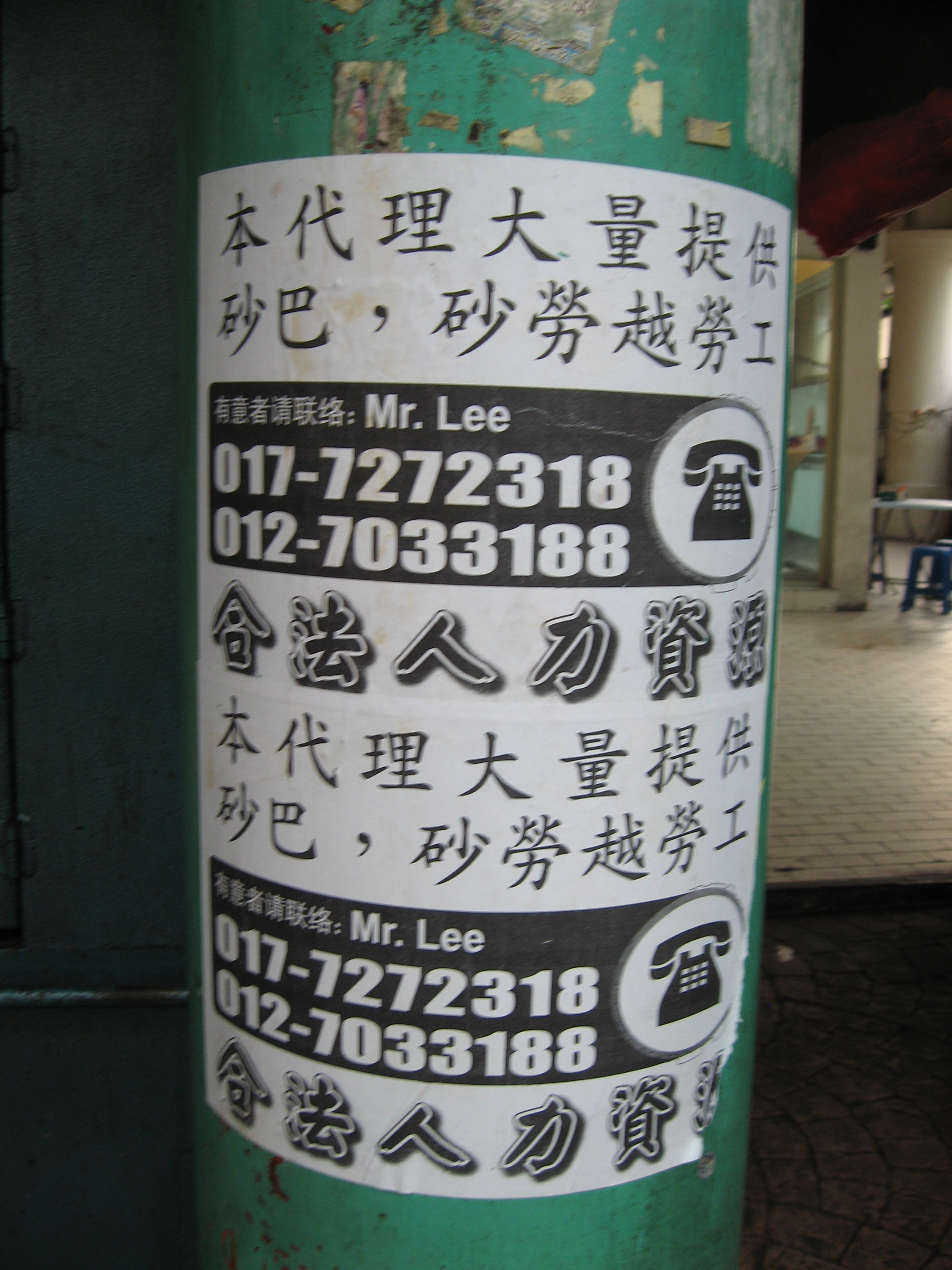
إعلان للعمل من سابه وسراوق، وجد في جالان بيتالينغ، كوالالمبور

بطريقة ما، فإن فكرة «رأس المال البشري» تشبه مفهوم كارل ماركس للقوى العاملة: فكر في أن العمال الرأسماليين باعوا قوتهم العاملة من أجل الحصول على الدخل (الأجور والرواتب). لكن قبل فترة طويلة من كتابة منسر أو بيكر، أشار ماركس إلى «حقيقتين محبطتين بشكل غير معقول» مع النظريات التي تساوي الأجور أو الرواتب مع الفائدة على رأس المال البشري.
يجب على العامل أن يعمل فعلا، وأن يمارس عقله وجسده، لكسب هذا «الاهتمام». تميز ماركس بقوة بين قدرة الفرد على العمل، وقوة العمل، ونشاط العمل.
لا يستطيع العامل الحر أن يبيع رأس ماله البشري دفعة واحدة. فهي بعيدة كل البعد عن أن تكون أصولا سائلة، بل هي أكثر سيولة من الأسهم والأراضي. هو لا يبيع مهاراته، بل يتعاقد على الاستفادة من هذه المهارات، بنفس الطريقة التي يبيع بها الصناع منتجاتهم وليس آلاتهم. الاستثناء هنا هو العبيد الذين يمكنهم بيع رأس المال البشري، على الرغم من أن العبد لا يحصل على دخل لنفسه.
يجب أن يحصل صاحب العمل على أرباح من عملياته، بحيث يتعين على العمال أن ينتجوا ما يعتبره ماركس (نظرية العمل) قيمة فائضة، أي القيام بعمل يتجاوز ما يلزم للحفاظ على قوتهم العاملة. على الرغم من أن «رأس المال البشري» يعطي العمال بعض المنافع، إلا أنهم لا يزالون يعتمدون على أصحاب الثروة غير البشرية في كسب رزقهم.
يظهر هذا المصطلح في مقالة ماركس في مقالة نيويورك ديلي تريبيون بعنوان «مسألة التحرر»، 17 و 22 يناير 1859، على الرغم من أن هناك مصطلح يستخدم لوصف البشر الذين يتصرفون كالعاصمة للمنتجين، وليس في العصر الحديث بمعنى «رأس المال المعرفي» الذي يمنحه الإنسان أو يكتسبه.
يقول الاقتصاديون الجدد الماركسيون مثل بولز أن التعليم لا يؤدي إلى زيادة الأجور عن طريق زيادة رأس المال البشري، بل من خلال جعل العمال أكثر امتثالا وموثوقية في بيئة تعاونية (الشركة).

## الأهمية
لدى مفهوم رأس المال البشري أهمية أكبر نسبيا في البلدان التي تعاني من فائض العمالة. هذه البلدان تتمتع بطبيعة الحال بمزيد من العمالة بسبب ارتفاع معدل المواليد في ظل الظروف المناخية المعطاة. العمالة الفائضة في هذه البلدان هي الموارد البشرية المتاحة بأكثر وفرة من الموارد الرأسمالية المادية. يمكن تحويل هذا المورد البشري إلى رأس مال بشري مع مدخلات فعالة من التعليم والصحة والقيم الأخلاقية. تحويل الموارد البشرية الخام إلى موارد بشرية عالية الإنتاجية مع هذه المدخلات هي عملية تكوين رأس المال البشري. يمكن حل مشكلة ندرة رأس المال المادي في بلدان بها فائض العمالة عن طريق تسريع معدل تكوين رأس المال البشري مع الاستثمار الخاص والعامة في قطاعي التعليم والصحة في اقتصاداتهما الوطنية. رأس المال المادي هو أداة فعالة لتعزيز النمو الاقتصادي للأمة. من ناحية أخرى، يعتبر رأس المال البشري غير المادي أداة لتعزيز التنمية الشاملة للأمة لأن رأس المال البشري يرتبط ارتباطا مباشرا بالتنمية البشرية، وعندما تكون هناك تنمية بشرية، فإن التقدم النوعي والكمي للأمة أمر لا مفر منه . هذه الأهمية لرأس المال البشري واضحة في النهج المتغير للأمم المتحدة  من أجل التقييم المقارن للتنمية الاقتصادية لمختلف الدول في الاقتصاد العالمي. تنشر الأمم المتحدة تقرير التنمية البشرية   عن التنمية البشرية في مختلف البلدان بهدف تقييم معدل تكوين رأس المال البشري في هذه الدول. المؤشر الإحصائي لتقدير التنمية البشرية في كل بلد هو مؤشر التنمية البشرية (إتش دي أي). هو مزيج من «مؤشر العمر المتوقع»، «مؤشر التعليم» و «مؤشر الدخل». يكشف مؤشر متوسط العمر المتوقع عن مستوى صحة السكان في البلد؛ مؤشر التعليم يكشف عن مستوى التعليم ونسبة الإلمام بالقراءة والكتابة بين السكان؛ ويكشف مؤشر الدخل عن مستوى معيشة السكان. إذا كانت جميع هذه المؤشرات تشهد اتجاها متصاعدا على مدى فترة طويلة من الوقت، فإنها تنعكس في الاتجاه الصاعد في مؤشر التنمية البشرية. يتم تطوير رأس المال البشري من خلال الصحة والتعليم ونوعية المعيشة. لذلك، ترتبط مكونات مؤشر التنمية البشرية، مؤشر العمر المتوقع، مؤشر التعليم ومؤشر الدخل مباشرة بتكوين رأس المال البشري داخل البلاد. مؤشر التنمية البشرية هو مؤشر على الارتباط الإيجابي بين تكوين رأس المال البشري والتنمية الاقتصادية. إذا زاد مؤشر التنمية البشرية، سيكون هناك معدل أعلى لتكوين رأس المال البشري استجابة لارتفاع مستوى التعليم والصحة. بالمثل، إذا زاد مؤشر التنمية البشرية، فإن دخل الفرد من الأمة يزيد أيضا. ضمنيا، يكشف مؤشر التنمية البشرية أن ارتفاع تكوين رأس المال البشري بسبب مستوى جيد من الصحة والتعليم، وارتفاع  دخل الفرد من المجتمع. عملية التنمية البشرية هي الأساس القوي لعملية مستمرة للتنمية الاقتصادية للأمة لفترة طويلة من الزمن. ولا يمكن إهمال هذه الأهمية لمفهوم رأس المال البشري في توليد التنمية الاقتصادية للأمة على المدى الطويل. من المتوقع أن تركز سياسات الاقتصاد الكلي لجميع الدول على تعزيز التنمية البشرية ومن ثم التنمية الاقتصادية. رأس المال البشري هو العمود الفقري للتنمية البشرية والتنمية الاقتصادية في كل أمة. أشار مهروم (2007) إلى أن إدارة رأس المال البشري على المستوى الكلي تبلغ نحو ثلاث قدرات رئيسية، والقدرة على تطوير المواهب، والقدرة على نشر المواهب، والقدرة على استقطاب المواهب من أماكن أخرى. تشكل هذه القدرات الثلاث مجتمعة العمود الفقري للقدرة التنافسية لرأس المال البشري في أي بلد. تبين البحوث الأمريكية الأخيرة أن المناطق الجغرافية التي تستثمر في رأس المال البشري والتقدم الاقتصادي للمهاجرين الذين يعيشون بالفعل في ولاياتها القضائية تساعد على تعزيز نموهم الاقتصادي على المدى القصير والطويل. هناك أيضا أدلة قوية على أن المنظمات التي تمتلك رأس مالها البشري تتفوق على المنظمات الأخرى التي تفتقر إلى رأس المال البشري) كروك، تود، كومبس، ووهر، وكيتشن، 2011 .

## النمو التراكمي
يختلف رأس المال البشري اختلافا واضحا عن رأس المال النقدي المادي بسبب الخاصية الاستثنائية لرأس المال البشري في النمو التراكمي على مدى فترة طويلة من الزمن.  نمو رأس المال النقدي المادي ليس دائما خطيا بسبب صدمات دورات الأعمال. خلال فترة الازدهار، ينمو رأس المال النقدي بمعدل أعلى نسبيا، بينما خلال فترة الركود والاكتئاب، هناك تباطؤ في رأس المال النقدي. من ناحية أخرى، فإن رأس المال البشري لديه معدل نمو موحد بشكل مطرد على مدى فترة طويلة من الوقت لأن الأساس الذي يقوم عليه رأس المال البشري قد وضعته المدخلات التعليمية والصحية. يتطور الجيل الحالي من الناحية النوعية من خلال المدخلات الفعالة للتعليم والصحة. يستفيد الجيل القادم بشكل أكبر من البحوث المتقدمة في مجال التعليم والصحة، التي يطلع بها الجيل الحالي. لذلك، فإن المدخلات التعليمية والصحية تخلق آثارا أكثر إنتاجية على جيل المستقبل، ويصبح الجيل المقبل متفوقا على الجيل الحالي. بعبارة أخرى، فإن القدرة الإنتاجية للجيل المقبل تزداد أكثر من قدرة الجيل الحالي. لذلك، فإن معدل تكوين رأس المال البشري في جيل المستقبل يحدث بشكل أسرع من معدل تكوين رأس المال البشري في الجيل الحالي. هذا هو النمو التراكمي لتكوين رأس المال البشري الناتج عن الجودة العالية للقوى العاملة في الجيل التالي مقارنة بالجيل السابق.

### الهند
في الهند، ازداد معدل تكوين رأس المال البشري باستمرار بعد الاستقلال بسبب التحسن النوعي في كل جيل. في العقد الثاني من القرن ال 21، الجيل الثالث من سكان الهند ينشطون في القوى العاملة في الهند. هذا الجيل الثالث هو نوعيا أكثر الموارد البشرية المتفوقة في الهند. وضع قطاع الخدمات في الهند مع تصدير الخدمات المالية، وخدمات البرمجيات، الخدمات السياحية وتحسين التوازن الخفي من ميزان المدفوعات في الهند.استجابة النمو السريع للاقتصاد الهندي  للتحسن في قطاع الخدمات هو دليل على النمو التراكمي لرأس المال البشري في الهند.

## النقد
انتقد بعض الاقتصاديين العاملين نظرية شيكاغو المدرسية، مدعيا أنها تحاول تفسير جميع الاختلافات في الأجور والرواتب من حيث رأس المال البشري. «نظرية التشوير» هي واحدة من البدائل الرائدة، التي قدمها مايكل سبينس وجوزيف ستيغليتز. وفقا لنظرية التشوير، فإن التعليم لا يؤدي إلى زيادة رأس المال البشري، بل يعمل كآلية يمكن من خلالها للعمال ذوي القدرات الفطرية العالية أن يشيروا إلى تلك القدرات لأصحاب العمل المحتملين، وبالتالي يكتسبون أجورا أعلى من المتوسط.
يمكن أن يكون مفهوم رأس المال البشري  مرنا إلى حد ما، بما في ذلك المتغيرات لا يمكن قياسها مثل الشخصية الشخصية أو اتصالات مع المطلعين (عن طريق الأسرة أو الأخوة).  كانت لهذه النظرية نسبة كبيرة من الدراسة في الميدان تثبت أن الأجور يمكن أن تكون أعلى بالنسبة للموظفين على جوانب أخرى غير رأس المال البشري. تشمل بعض المتغيرات التي تم تحديدها في المؤلفات في العقود القليلة الماضية، الفروق بين الجنسين والمتوسطية في الأجور، والتمييز في مكان العمل، والوضع الاجتماعي والاقتصادي.
قد تكون هيبة الاعتماد ذات أهمية مثل المعرفة المكتسبة في تحديد قيمة التعليم. هذا يشير إلى وجود عيوب في السوق مثل المجموعات غير المتنافسة وتجزئة سوق العمل. في أسواق العمل المجزأة، يختلف «العائد على رأس المال البشري» بين مجموعات أو قطاعات سوق العمل الماهرة نسبيا. من الأمثلة على ذلك التمييز ضد الأقليات أو الموظفات.
بحسب ما قاله بيكر، غالبا ما يميز أدب رأس المال البشري بين رأس المال البشري «الخاص» و «العام». يشير رأس المال البشري المحدد إلى المهارات أو المعارف التي لا تفيد سوى صاحب عمل واحد أو صناعة واحدة، في حين أن رأس المال البشري العام (مثل محو الأمية) مفيد لجميع أصحاب العمل. يرى الاقتصاديون أن رأس المال البشري الثابت هو أمر محفوف بالمخاطر، حيث أن الإغلاق الثابت أو تراجع الصناعة يؤدي إلى مهارات لا يمكن نقلها (لا يوجد دليل على الأهمية الكمية لرأس المال المحدد للشركة).
رأس المال البشري هو محور المناقشات حول الرعاية والتعليم والرعاية الصحية والتقاعد....
في عام 2004، تم تسمية «رأس المال البشري» (بالألمانية: هومانكابيتال) تم تسميته بالكلمة الألمانية (يو إن) من قبل لجنة المحلفين من علماء اللغة، الذين اعتبروا المصطلح غير لائق وغير إنساني، حيث أن الأفراد سوف تتحلل وقدراتها مصنفة وفقا لاقتصاد ذا صلة بالكميات.
غالبا ما يخلط «رأس المال البشري» مع التنمية البشرية. تقترح الأمم المتحدة أن "التنمية البشرية تدل على عملية توسيع خيارات الناس وتحسين رفاههيتهم". تشير مؤشرات التنمية البشرية للأمم المتحدة إلى أن رأس المال البشري هو مجرد وسيلة لنهاية التنمية البشرية: "إن نظريات تكوين رأس المال البشري وتنمية الموارد البشرية تعتبر البشر وسيلة لزيادة الدخل والثروة بدلا من الغايات، البشر كمدخلات لزيادة الإنتاج.

## التنقل بين الولايات
غالبا ما يهاجر الأفراد المتعلمون من البلدان الفقيرة إلى البلدان الغنية التي تلتمس الفرص. لهذه الحركة آثار إيجابية على كلا البلدين: فالبلدان الغنية بالأموال الرأسمالية تحصل على تدفق للعمل، وتتقاضى البلدان الغنية بالعمالة رؤوس الأموال عندما يحول المهاجرون الأموال إلى ديارهم. كما أن فقدان العمل في البلد القديم يزيد من معدل أجور أولئك الذين لا يهاجرون، في حين أن العمالة الإضافية تقلل الأجور في البلد الجديد. عندما يهاجر العاملون، فإن الرعاية والتعليم المبكرين يستفيدان عموما من البلد الذي ينتقلون إليه من أجل العمل. عندما يكون لديهم مشاكل صحية أو يتقاعدون، فإن رعايتهم ومعاشاتهم التقاعدية ستدفع عادة في البلد الجديد.
استندت الدول الأفريقية إلى هذه الحجة فيما يتعلق بالرق، وقد استندت إليها شعوب مستعمرة أخرى فيما يتعلق ب «هجرة الأدمغة» أو «هروب رأس المال البشري» الذي يحدث عندما يذهب الأفراد الأكثر موهبة (الذين لديهم رأس المال الفردي) إلى التعليم أو وفرصة للبلد المستعمر (تاريخيا بريطانيا وفرنسا والولايات المتحدة). حتى في كندا وغيرها من الدول المتقدمة، يعتبر فقدان رأس المال البشري مشكلة لا يمكن تعويضها إلا عن طريق الاعتماد على رأس المال البشري للدول الفقيرة من خلال الهجرة. يعتبر الأثر الاقتصادي للهجرة إلى كندا عموما إيجابيا.
خلال أواخر القرن التاسع عشر وأوائل القرن العشرين، أصبح رأس المال البشري في الولايات المتحدة أكثر قيمة بكثير حيث انتشرت الحاجة إلى العمالة الماهرة مع التقدم التكنولوجي الجديد. غالبا ما يتم تبجيل القرن العشرين على أنه «رأس المال البشري للقرن» من قبل العلماء مثل كلوديا غولدين.خلال هذه الفترة، أدت حركة جماهيرية جديدة نحو التعليم الثانوي إلى تمهيد السبيل للانتقال إلى التعليم العالي الجماهيري. تقتضي التقنيات والعمليات الجديدة مزيدا من التعليم من قاعدة التعليم الابتدائي، الأمر الذي أدى إلى خلق مزيد من التعليم الرسمي في جميع أنحاء البلاد. أدت هذه التطورات إلى الحاجة إلى مزيد من العمالة الماهرة، مما تسبب في اختلاف أجور المهن التي تتطلب المزيد من التعليم  كثيرا عن أجور تلك التي تتطلب أقل. خلق هذا الاختلاف حوافز للأفراد لتأجيل دخول سوق العمل من أجل الحصول على مزيد من التعليم. غيرت «حركة المدارس الثانوية» النظام التعليمي للشباب في أمريكا. مع تدخلات الدولة الصغيرة، بدأت حركة المدرسة الثانوية على مستوى القواعد الشعبية، وخاصة المجتمعات ذات السكان الأكثر تجانسا. كما أضافت السنة الثانوية في المدرسة الثانوية أكثر من عشرة في المئة لدخل الفرد، وارتفاع معدلات الالتحاق بالمدارس الابتدائية ومعدلات التخرج بشكل ملحوظ خلال القرن ال 20.  تميز نظام التعليم الأميركي في جزء كبير من القرن العشرين من خلال التعليم الثانوي الشامل الممول من القطاع العام والذي كان مفتوحا ومجهزا، أكاديميا بعد العمل، محايد بين الجنسين، ومول من قبل صغار ، مناطق مستقلة ماليا. أتاحت هذه الرؤية المبكرة للحاجة إلى التعليم قفزة كبيرة في إنتاجية الولايات المتحدة وازدهارها الاقتصادي، بالمقارنة مع زعماء العالم الآخرين في ذلك الوقت. يقترح العديد من الاقتصاديين أن هناك علاقة إيجابية بين معدلات الالتحاق بالمدارس الثانوية والناتج المحلي الإجمالي للفرد الواحد. لم تنشئ البلدان الأقل تقدما مجموعة من المؤسسات التي تحبذ المساواة ودور التعليم للجماهير، وبالتالي فهي غير قادرة على الاستثمار في مخزون رأس المال البشري اللازم للنمو التكنولوجي.
تتجاوز حقوق الأفراد وحريتهم في السفر والفرص، على الرغم من بعض الاستثناءات التاريخية مثل الكتلة السوفياتية و «الستار الحديدي»،  باستمرار البلدان التي يتعلمون فيها. يجب أن نتذكر أيضا أن القدرة على التنقل فيما يتعلق بالأماكن التي يريد الناس التحرك والعمل فيها هي جزء من رأس المال البشري. إن القدرة على الانتقال من منطقة إلى أخرى هي القدرة على تحقيق رأس المال البشري. تقييد الأشخاص من القيام بذلك هو تخفيض رأس مالهم البشري بطبيعته.
هذه النظرة النظرية المعقمة والمحددة لا تأخذ في الاعتبار الجوانب الأوسع للتفكير والسلوك البشري الفردي والجماعي الذي يؤثر على التنقل الدولي. لا تأخذ هذه النظرية بعين الاعتبار التأثير السلبي الذي قد يشعر به رأس المال البشري «المضيف» أو يعتقد / يصدق على رأس المال البشري و «السلطات» اللتين سمحتان بالاستراتيجية وتشجعهما.
بالنسبة لقبول رأس المال البشري «الوارد» إلى البلد المضيف؛ يجب اعتماد المعايير الثقافية المعترف بها في البلد «الجديد» والالتزام بها، على سبيل المثال، القضايا المتعلقة بالمساواة بين الجنسين، والمقبولية الاجتماعية، والحقوق والمسؤوليات القانونية، والحقوق والواجبات المدنية. قد يؤدي عدم القيام بذلك طواعية والتصور بأن العقوبات لا تفرض على من يفشلون في استيفاء المعايير بسبب وضعهم 'الجديد' إلى استياء شخصي ومدين ضد رأس المال البشري القادم.
من المرجح أن يؤدي تأثير رأس المال البشري المضيف على تخفيض أجورهم بحكم الأمر الواقع، أو على أقل تقدير، إلى عدم وجود نصيب من الرخاء الاقتصادي المتصور، إلى استياء واسع النطاق. ينبغي توقع حدوث اضطرابات ديمقراطية في صناديق الاقتراع (على افتراض أن هذه القنوات مفتوحة). وإذا لم يتم احتساب مثل هذه المخاوف، فقد تكون هناك إمكانية لتصعيد المظالم، بل وحتى احتمال حدوث ثورة عنيفة ضد نخب السلطة الحاكمة. هذا النقاش، متشابه من حيث الهيئة، المتعلقة برأس المال الطبيعي.

## القابلية وعدم القابلية
رأس المال البشري هو غير مادي في الأصل - وهو غير مملوك من قبل الشركة التي توظفه وهي عموما غير قابلة للتبديل. على وجه التحديد، يصل الأفراد إلى الساعة 9 صباحا ويغادرون الساعة الخامسة مساء (في نموذج المكتب التقليدي) يأخذون معظم معارفهم وعلاقاتهم معهم.
رأس المال البشري عندما ينظر إليه من منظور الوقت يستهلك الوقت في واحدة من الأنشطة الرئيسية:
1. المعرفة (الأنشطة التي تنطوي على موظف واحد).
2. التعاون (الأنشطة التي تشمل أكثر من موظف واحد).
3. العمليات (الأنشطة التي تركز على وجه التحديد على الأنشطة المعرفية والتعاونية الناتجة عن الهيكل التنظيمي - مثل آثار الصومعة، والسياسة الداخلية، وما إلى ذلك) وغياب (إجازة سنوية، إجازة مرضية، إجازات، إلخ).

على الرغم من الافتقار إلى الملكية الرسمية، يمكن للشركات أن تحقق مكاسب من مستويات عالية من التدريب، وأن ذلك يعود جزئيا إلى أنها تخلق ثقافة مؤسسية أو فرقا تستخدم المفردات لخلق التماسك.
في الكتابات الاقتصادية الأخيرة، يظهر مفهوم رأس المال البشري الخاص بالشركة، والذي يتضمن تلك العلاقات الاجتماعية، والغرائز الفردية، والتفاصيل التعليمية ذات القيمة داخل شركة واحدة (ولكن ليس بشكل عام)، عن طريق شرح بعض قضايا تنقل العمالة، الظواهر كأصفاد ذهبية. يمكن أن يكون العمال أكثر قيمة حيث هم ببساطة للحصول على هذه المعرفة، وهذه المهارات وهذه الغرائز. بالتالي، فإن مكاسب الشركة لعدم استعدادها لمغادرة وتسويق المواهب في أماكن أخرى.

## المخاطرة
عندما يتم تقييم رأس المال البشري حسب النشاط القائم على تقدير التكاليف عن طريق تخصيص الوقت يصبح من الممكن تقييم مخاطر رأس المال البشري. يمكن تحديد مخاطر رأس المال البشري إذا تمت دراسة عمليات الموارد البشرية في المنظمات بالتفصيل. تحدث مخاطر رأس المال البشري عندما تعمل المنظمة دون مستويات امتياز تشغيلية يمكن تحقيقها. على سبيل المثال، إذا تمكنت إحدى الشركات من الحد بشكل معقول من الأخطاء وإعادة العمل (مكون العملية في رأس المال البشري) من 10,000 ساعة في السنة إلى 2000 ساعة مع تكنولوجيا يمكن تحقيقها، فإن الفرق البالغ 8000 ساعة هو مخاطر رأس المال البشري. عندما يتم تطبيق تكاليف الأجور على هذا الاختلاف (8000 ساعة) يصبح من الممكن أن تقدر ماليا مخاطر رأس المال البشري ضمن منظور تنظيمي.
تتراكم المخاطر في أربع فئات رئيسية:
1. أنشطة الغياب (الأنشطة المتعلقة بالموظفين الذين لا يظهرون للعمل مثل الإجازة المرضية، والعمل الصناعي، وما إلى ذلك). يشار إلى الغياب الذي لا مفر منه بأنه الغياب القانوني. تسمى جميع فئات الغياب الأخرى «الغياب القابل للتحكم.»
2. ترتبط الأنشطة التعاونية بنفقات الوقت بين أكثر من موظف واحد في سياق تنظيمي. تشمل الأمثلة: الاجتماعات، والمكالمات الهاتفية، بقيادة مدرب التدريب، إلخ.
3. ترتبط أنشطة المعرفة بنفقات الوقت من قبل شخص واحد وتشمل إيجاد / استرجاع المعلومات، والبحوث، والبريد الإلكتروني، والرسائل، والمدونات، وتحليل المعلومات، وما إلى ذلك.
4. أنشطة العملية هي الأنشطة المعرفية والتعاونية التي تنتج نتيجة للسياق التنظيمي مثل الأخطاء / إعادة العمل، والتحول اليدوي للبيانات، والإجهاد، والسياسة، وما إلى ذلك.

## ثروة الشركة
في مجال تمويل الشركات، يعتبر رأس المال البشري أحد المكونات الرئيسية الثلاثة لرأس المال الفكري (الذي يشمل بالإضافة إلى الأصول الملموسة القيمة الكاملة للشركة). رأس المال البشري هو القيمة التي يقدمها موظفو الأعمال من خلال تطبيق المهارات والدراية والخبرة. إنها قدرة إنسانية مجتمعة على حل مشاكل الأعمال. رأس المال البشري متأصل في الناس ولا يمكن أن تكون مملوكة من قبل منظمة. لذلك، يترك رأس المال البشري منظمة عندما يغادر الناس. يشمل رأس المال البشري أيضا مدى فعالية استخدام المنظمة موارد شعبها على النحو الذي يقاس بالإبداع والابتكار. تؤثر سمعة الشركة كصاحب عمل على رأس المال البشري الذي توجهه.